# Clube Desportivo Ferrovia do Huambo
Der Clube Desportivo Ferrovia do Huambo, kurz Ferrovia do Huambo und gelegentlich auch Ferroviário do Huambo, ist ein Fußballverein aus der angolanischen Stadt Huambo. Er wurde 1930 als Ferrovia Sport Clube de Nova Lisboa gegründet.
Der Klub empfängt seine Gäste im Estádio do Ferroviário in Huambo. Das Stadion fasst 15.000 Zuschauer.

## Geschichte
Der Verein wurde zu Zeiten der Portugiesischen Kolonie Angola am 1. Dezember 1930 in Nova Lisboa gegründet, dem heutigen Huambo. Der Klub entstand im Umfeld der Angestellten der 1929 eröffneten Eisenbahn Benguelabahn, die den Klub Ferrovia Sport Clube de Nova Lisboa nannten. Die Namensgebung steht damit in der Tradition von Vereinsgründungen von Bahnarbeitern aus dem lusophonen Sprachraum, die diesen Bezug mit dem Namenszusatz Ferroviário oder Varianten davon hervorhoben.
1951 gelang dem Verein der Gewinn der angolanischen Meisterschaft, aus der nach der Unabhängigkeit die heutige oberste Spielklasse Girabola hervorging. 1974 gelang dem Klub die erneute Meisterschaft, die letzte unter portugiesischer Kolonialverwaltung ausgespielte Landesmeisterschaft.
Nach der Unabhängigkeit Angolas 1975 änderte der Verein seinen Namen, als die Stadt ihren portugiesischen Ortsnamen Nova Lisboa ablegte und in Huambo änderte.
Die erste Landesmeisterschaft nach der Unabhängigkeit wurde erst 1979 wieder ausgespielt. Der Ferrovia do Huambo war nicht in der Vorrunde zum Girabola 1979 vertreten und spielte in den Folgejahren unterklassig.
Am Ende der Saison 2018/19 stieg der Verein als Meister der Zweiten Liga, der Gira Angola (auch Segundona), in das Oberhaus auf. Die Girabola-Saison 2019/20 ist für den Ferrovia do Huambo damit die erste Saison in der ersten Liga seit der Unabhängigkeit.

## Erfolge
- Angolanischer Meister: 1951, 1974